# バイオハザード リベレーションズ
『バイオハザード リベレーションズ』（BIOHAZARD REVELATIONS、RESIDENT EVIL REVELATIONS）は、Nintendo 3DS専用タイトルとしてカプコンより発売されたサバイバルホラーゲーム。国内での発売は2012年1月26日。『バイオハザードシリーズ』の8作目であり、リベレーションズシリーズの1作目にあたる。
タイトルの「リベレーションズ」は「真実」を意味する。
本項では『バイオハザード リベレーションズ アンベールド エディション』についても記述する。『アンベールド エディション』は「ベールを脱いだ」という意味である。

## 概要
シリーズでは、2009年発売の『バイオハザード5』(以降『5』)以来、約3年ぶりとなる。また、ナンバリングではなくサブタイトルがついた作品としては、2000年発売の『バイオハザード CODE:Veronica』以来、12年ぶりの作品となる。
時系列的には『バイオハザード4』と『5』の間に位置するが、チャプターによっては前日譚を描いているものもあり、『4』と同系列になるチャプターが存在する。また、映画『バイオハザード ディジェネレーション』と同系列でもある。
『バイオハザード』（以降『1』）や『バイオハザード3 LAST ESCAPE』の主人公であったジル・バレンタインが本作の主人公となり、『1』の主人公であったクリス・レッドフィールドが消息不明となったことを受けて調査に乗り出したのを機に、ジルだけに留まらず、様々な登場人物の視点から本作に置いての事件を追っていく形で物語が展開され、その過程で本作の1年前に起こったとある事件の真相が明かされていく様子が描かれているのと同時に『5』において国連直属の組織として活動するB.S.A.A.が、NGO団体から公的機関として生まれ変わった経緯も描かれている。
本作では政治家にして詩人でもあるダンテ・アリギエーリの著書から内容を引用、テロ事件と政治の内で生じる問題の関係を登場人物の愛読者らが詩と重ねて語るという独特な表現がなされている。
初期の探索型ホラー志向から、今やバトルアクションとしての側面が色濃くなってきた本シリーズの中において、「原点回帰」をテーマとして製作されている。本作と『バイオハザード ザ・マーセナリーズ 3D』は平行して開発されており、『ザ・マーセナリーズ 3D』で培った開発ノウハウが本作に活かされている。
本作では、オープニングやリザルトにチャプターのタイトルが表示されたり、次のチャプターに進む際に本作の登場人物の声で「これまでのバイオハザード リベレーションズ…」というナレーションの後、前のチャプターのダイジェストが流されるなど、全体的に海外ドラマのような演出が随所に施されている。実在の書籍と物語が密接に絡み合うことも含めて、これらの演出は2015年に発売された続編に相当する『バイオハザード リベレーションズ2』にも継承されている。また、ジャケットのビジュアルには、不気味な瞳が写し出されているが、これも『RV2』に継承されている。
『週刊ファミ通』1207号のクロスレビューではローリング内沢が10点、レオナ海老原が10点、吉池マリアが9点、デビル藤原が10点をつけ合計40点満点中39点でプラチナ殿堂入りを果たした。
のちに本作をHDリマスター化した『バイオハザード リベレーションズ アンベールド エディション』（BIOHAZARD REVELATIONS UNVEILED EDITION）が発売された。
以降、特記が無い限りはオリジナル版である3DS版について述べる。

## ストーリー
世界的製薬企業『アンブレラ』の崩壊から1年後の2004年。最先端の技術を結集して建造された地中海の海上都市「テラグリジア」で、大規模なバイオテロが発生した。テラグリジアの開発に反対していたテロ組織「ヴェルトロ」が、ウイルスを散布すると同時に大量のB.O.Wを放ったのだ。アメリカの対バイオテロ部隊「FBC」がNGO団体「BSAA」のサポートを受けて対処にあたるが、事態は悪化する一方で収拾がつかなくなる。事態を重く見たFBC長官のモルガン・ランズディールは、BSAA代表のクライヴ・R・オブライエンの反対を押し切り、太陽光集積システム「レギア・ソリス」を兵器に転用して都市もろとも感染を焼き払う滅菌作戦を実行に移す。この作戦によりテラグリジアは都市全体が高熱で焼き尽くされ、完全に崩壊。後にFBCによってヴェルトロの掃討作戦が行われ、ヴェルトロの壊滅が発表されたことで事態は終息となった。この一連の事件は、人々から「テラグリジア・パニック」と称された。
テラグリジア・パニックから1年後の2005年。ヴェルトロが復活しているとの情報がBSAAにもたらされ、BSAA隊員のクリス・レッドフィールドとジェシカ・シェラワットが調査のため、ヴェルトロの拠点があるという北欧の雪山に向かった。
同じころ、クリスの戦友のジル・バレンタインは、同僚のパーカー・ルチアーニと上司のオブライエンと共に、海岸で謎の漂着物の調査を行っていた。謎の漂着物があったのはテラグリジア跡の廃墟から近い海岸で、調査の結果、漂着物はウイルス感染性のものと判明する。その直後、オブライエンに緊急連絡が入る。ヴェルトロの調査に向かったクリスとジェシカからの通信が途絶え、消息不明なったというのだ。最後に通信が途絶えた地点の座標を確認すると、北欧の雪山に向かったはずなのに、なぜか地中海の海上で通信が途絶えていた。オブライエンはジルとパーカーに、その座標の場所に向かいクリスたちを捜索するよう指示を出す。
ジルとパーカーがタグボートで座標の場所に向かうと、そこにあったのは巨大な豪華客船だった。2人は「クイーン・ゼノビア」と書かれたその客船に乗り込むが、船内は廃墟のように荒廃していて人の気配はなく、ゴーストシップさながらの状態だった。さらに、船内を調査中に見たことのない異形の化物に遭遇。辛くも化物を撃退した2人は、クリスたちを見つけるため、化物がひしめく船内を命がけで探索していく。しかしこれは、テラグリジア・パニックの隠された真実を巡る大事件の、ほんの序章に過ぎなかった。

## システム
基本は『4』や『5』と同様の、背後追尾カメラによるTPS風スタイルで、本作の前に発売された『バイオハザード ザ・マーセナリーズ 3D』で用いられた新たなシステムなどが盛り込まれている。
構え歩きの本格実装化
シリーズの派生作品にあたる『バイオハザード アウトブレイク FILE2』や『ザ・マーセナリーズ3D』において実装されていた操作アクションを、主軸タイトルとしては初めて採用している。これにより、至近敵から距離を離すべく後退しながらの射撃や装填、攻撃しつつ回避といった行動が可能となった。さらに、走り移動をしながらの装填や回復も行なえるようになっている。このシステムは後に発売された『バイオハザード6』や『RV2』『REシリーズ』でも継承されている。
射撃時のFPS視点とTPS視点、レーザーサイトのカラーバリエーションの選択
銃を構えた際の視点を、操作キャラクターと同一となる「主観」（FPS）と、通常操作時のままキャラクターの背後から追う「客観」（TPS）の2種類から選択可能。主な照準装置となるレーザーサイトの色も従来の赤に加え、緑・青・白の4種類に変更可能となった。デフォルト設定では、主観視点と赤色レーザーサイトの組み合わせとなる。
3DSのタッチパネル操作
『ザ・マーセナリーズ3D』とは画面構成は異なるが、下画面のタッチパネルで武器やアイテムの変更が可能。また、ニンテンドーDSの『バイオハザード Deadly Silence』と同様の、タッチパネルを用いた謎解きも存在する。
水中での操作
水中に潜って泳ぐ行動が取り入れられた。水中では敵を倒せず、一定時間以上居続けると窒息死してしまう。そのため、水中で遭遇する敵を避けては何度か水面に顔を出して息継ぎしつつ、目的地へ進んでいく必要がある。この要素は後の『6』でも取り入れられている。
武器の改造とカスタムパーツ
『4』や『5』の、金銭によって武器を強化する方式とは異なり、本作では各銃種に対応する改造パーツを装着することで武器を強化する方式に変更されている。カスタムパーツには、威力や装弾数の上昇、チャージやバーストなどの特殊機能の追加といった様々な種類のパーツが用意されている。銃種によって装着できるパーツが異なる点に加え、個々の銃によってパーツを装着できるスロット数も異なるため、効果の高い強化を行うには計画的なカスタマイズが要求される。なお、各パーツは武器ボックスで自由に取り外しや再装着が可能である。パーツの入手はステージ内で拾得するか、特定の敵を撃破することで入手できる。レイドモードでは、BP（バトルポイント）と呼ばれる通貨相当のポイントを消費して購入することもできる。パーツ入手時はどのような機能を持つパーツであるかは判別できない。キャンペーンでは武器ボックスに格納することで、レイドモードではステージクリア後に初めて詳細が明らかになる。
キャンペーンとレイドモード
物語を進めていくキャンペーン（CAMPAIGN）と、敵を倒しつつ特定地点のゴールを目指していくレイドモード（RAID MODE）の2つのモードが用意されている。両者共に難易度は3段階あり、前者はCASUAL・NORMAL・HELL、後者ではDARK・DEEP・ABYSS。それぞれ順に、低難易度・標準難易度・高難易度に相当する。
レイドモードおよびその各ステージは、キャンペーンを一定以上進めることでプレイすることが可能となる。こちらではレベルによる成長の概念が存在し、ステージクリア時に得られるBPと同数の経験値によって、キャラクターのレベルが上昇していく。これにより、敵に与えるものと自分が受けるもの双方のダメージ倍率、体術の威力などが変化する。また、個々の銃にもレベルが付与されており、同じ種類の銃でもカスタムパーツの最大スロット数とレベル、性能は個々で異なっている。敵側にもレベルは設定されており、レイドモードを進めていく上では、必然として高レベルの武器を集めていくことも目的となる（ハックアンドスラッシュ）。
敵側には前述のレベルの概念だけではなく、冠、盾、拳、速の4種類のアイコンが着いた個体も登場し、それぞれのアイコンによって攻撃力や防御力、動作のスピードが異なる。また、中には固有の名前が着いた個体も登場することがある。
さらにキャラクター毎に得意な武器があり、それによって連射速度やリロード速度、近接武器と体術の威力などが変化し、一部のキャラクターには同じキャラクターでもコスチュームの違いによっても変化する。
武器はステージ中で拾うか、ストアーにて売られている銃をBPを使って購入することで入手可能となり、レベルが一定の水準に達する毎にストアーにて売られる商品が増えていくようになっており、売られている銃のレベルもプレイヤーレベルに合わせて変化する。また、レイドモードでしか登場しない武器やカスタムパーツが存在する。
レベルは最大50まであげることができ、プレイヤーの任意でレベル変更が可能となっていて、ステージクリアの際のボーナス取得に関わってくる他、プレイヤーのレベルによって銃の性能や、得られるBPと経験値が変化する。

ミッション
ゲームを進めると「ミッション」という項目欄に、「○○（ある特定の方法）で敵を倒す」「○○ステージをクリア」などといった目標指定が次々と出現していく。これらを達成すれば、武器やカスタムパーツをはじめとした様々な特典が得られる。また、3DSのすれちがい通信機能にも対応しているため、他プレイヤーとの通信後にも何らかの指定項目が追加される場合がある。
多彩な言語に対応
従来作では、英語音声に日本語字幕の組み合わせが慣例となっていたが、本作では日本語・英語・フランス語・イタリア語・ドイツ語・スペイン語と6か国語の吹き替え音声と字幕が収録されている。デフォルト設定では日本語音声と日本語字幕の組み合わせとなっているが、音声と字幕の組み合わせはオプション設定で任意に変更可能。
その他
『4』以降定番となっていた体力ゲージが今作では採用されておらず、画面がダメージに応じて赤く、水中では酸素が減るにつれて黒く染まる。また、回復アイテムはグリーンハーブのみで他の色や救急スプレーもない。今作では調合が不可能になっている代わりに1つで体力をほぼ全回復できる。

## 登場人物
声優は日本語/英語の順で表記。

### BSAA
ジル・バレンタイン（Jill Valentine）
声 - 湯屋敦子
本作の主人公で、BSAAの女性エージェント。30歳女性。身長166cm。体重50.4kg。血液型はB型。BSAAの11人の創設メンバー「オリジナル・イレブン」の一人。
クリス失踪の報を受け、彼の消息を追って洋上を漂流する客船“クイーン・ゼノビア”に乗り込む。今作では「バーミリオン」というコードネームを使用している。
クリス・レッドフィールド（Chris Redfield）
声 - 東地宏樹
BSAAの男性エージェント。32歳男性。身長181cm。体重80.5kg。血液型はO型。BSAAの11人の創設メンバー「オリジナル・イレブン」の一人。ジルとは“洋館事件”以来、長年の相棒だった。
本作ではテロ組織「ヴェルトロ」の捜索のため、ジェシカと共に北欧の雪山を訪れる。その任務の最中に2人の消息が途絶えたことにより、今回の物語は始まる。
パーカー・ルチアーニ（Parker Luciani）
声・宮本充
BSAAの男性エージェント。イギリス系イタリア人。真ん中分けの髪型と少し強面な髭面の丸顔に大柄な体型が特徴。
あらゆる物事に対処できる冷静な判断力を持ち、皮肉屋を気取りがちで軽そうな雰囲気や言動も見られるが、本質的には生真面目な熱血漢である。
地中海沿岸での漂流物捜査から、そのまま客船捜索にもジルと同行することになった。
以前はFBCに所属し、テラグリジアで発生したバイオテロに対応していたが、そこで出会ったBSAA代表のオブライエンに共感し、BSAAへと移籍。その後はBSAA隊員として、各地でバイオテロの鎮圧に当たってきた。
ジェシカ・シェラワット（Jessica Sherawat）
声 - 水樹奈々
BSAAの女性エージェント。抜群のプロポーションを持つ美女で、ゼノビアに向かう際には右脚を露出させたウェットスーツを着用する。
以前はパーカーと共にFBCに所属しており、彼と共にテラグリジアのバイオテロで対応にあたった。
テロ組織の捜査任務において、クリスと組んで北欧の雪山を訪れる。任務中にも雑談するなど軽めな口と性格で、そうした態度から同僚との衝突も多々ある模様だが、戦闘能力は高い。
実はモルガンの内通者であり、BSAAの動きを監視してモルガンに情報を流していた。物語後半で内通者であることが露見すると、本性を現してパーカーを撃ち、船の起爆ボタンを押して船から脱出する。
その後、エンディングではレイモンドからt-Abyssのサンプルを受け取り、彼と意味深な会話を交わしている。
後の『5』で、エクセラ・ギオネの所属企業であるトライセルのエージェントであることが判明した。
キース・ラムレイ（Keith Lumley）
声 - 小野大輔
BSAA所属エージェントの一人。割合に細身の体型で、緑のフードをかぶっているのが特徴。とある特殊部隊の出身で戦闘能力は非常に高く、ククリナイフの二刀流を得意とする。
体中に刺青を入れており、BSAAオフィス時でのコスチュームでは、首筋や指先にまで確認できる。
プライベートでは女遊びが趣味なことから、相棒のクエントからは「グラインダー」（女たらしの意）という仇名で呼ばれている。
クエント・ケッチャム（Quint Cetcham）
声 - 坂東尚樹
BSAAでも指折りのメカニックとして知られるエージェント。機械知識や生物工学に精通しており、ジェネシスの開発にも携わった。
コードネームは「ジャッカス」で、頭脳派ではあるが、戦闘能力もそれなりにある。いわゆるオタクな性格で何でも映画に例える癖がある。やや女性には奥手。キースからは度々からかわれるも仲は良く、公私共に互いの欠点を補い合う非常に優秀なバディでもある。
クライヴ・R・オブライエン（Clive R. O'brian）
声 - 石塚運昇
2005年当時のBSAA代表。コードネームは「フォークボール」。やや飄々とした態度だが、指揮官としての腕は確かで正義感も強い。
テラグリジア・パニックにオブザーバーとして参加した際、強硬手段で事件を解決しようとするFBC長官のモルガンに苦言を呈していた。
今作の事件では、ジルとパーカーにクリスたちの捜索を命じる一方で消息不明のはずのクリスと連絡を取っていたり、レギア・ソリスによる攻撃が迫ったゼノビアからジルたちが脱出しようとした際にそれを許可しなかったりと、不可解な行動を見せる。
実は裏でFBCのレイモンド・ベスターと手を組んでおり、テラグリジア・パニックの真相とモルガンの悪事を暴くために行動していた。
レイモンドと協力してヴェルトロが復活したと見せかけることで、FBCをかく乱させてモルガンをあぶり出し、それと同時にクリスやジルたちをヴェルトロ捜索に動員し、モルガンの悪事を暴く証拠を見つけさせようとした。終盤でモルガン率いるFBCにBSAA本部を制圧されるが、ジルたちが入手したモルガンとノーマンの取引映像により形勢が逆転。この映像を悪事の証拠として、モルガンをFBC長官から解任し、ヴェルトロとの共謀容疑で拘束した。
事件の終息後は、独断で一連の作戦を指示した責任を取り、BSAA代表を辞任。その後はBSAA本部の顧問を務めながら、自宅にて探偵小説を執筆する。
今作から12年後の世界を舞台とする『バイオハザード7 レジデント イービル』では、ベイカー邸でオブライエンの著書「暴かれた深淵」を見つけることができる。
カーク・マシソン（Kirk Macison）
声 - 遠藤大輔
『5』にも登場した、BSAA所属のヘリコプターパイロット。コードネームは「ハットトリック」。物語終盤にヘリでマラコーダと戦ったジルたちを迎えにやってくる。

### FBC
レイモンド・ベスター（Raymond Vester）
声 - 松本保典
赤髪が特徴的なFBCの男性エージェント。テラグリジア派遣当時は新人で、パーカーやジェシカの後輩として事態収拾にあたっていた。
テラグリジア・パニックおよびパーカーたちの移籍後、腕は確かな一流のエージェントとして各地で活動しているが、強引な捜査で度々BSAAへの捜査妨害もあったことから評価はかんばしくない。
クイーン・ゼノビアを捜索中のジルとパーカーの前に突如姿を現す。レイチェルと共に船内を探索しており、BSAAに協力する意思はないと主張する。だが、その発言とは裏腹に、共通の目的からジルたちに船内の鍵を渡したりするなど、不可解な行動が多い。
実はテラグリジア・パニックの黒幕であるモルガンの犯罪を暴くため、裏でオブライエンと結託していた。ヴェルトロの復活自体がオブライエンとレイモンドによる狂言であり、船内に現れたヴェルトロのガスマスクの男もレイモンドの変装。こうしてヴェルトロの復活を装うことで、FBCとBSAAの双方をかく乱し、モルガンの綻びを浮きだたせようとした。
ジェシカに撃たれるが防護装備に救われ、その後ジルたちとはぐれたパーカーを助けてクイーン・ゼノビアから脱出する。エンディングではジェシカと接触し、彼女にt-Abyssサンプルを渡しており、彼女と同様に何らかの組織に属するスパイであることが明かされる。
レイチェル・フォリー(Rachel Foley）
声 - 世戸さおり
目元が隠れるほどの長い金髪が特徴の、FBCの女性エージェント。レイモンドと共にクイーン・ゼノビアに潜入した。
船底へ行くための鍵を入手するが、ジルがガラス越しに見つけた瞬間、船内を徘徊していたウーズに見つかって殺害されてしまう。その後、面影と多少の意思を残したウーズと化してジルに襲い掛かる。彼女の日記の中でウーズになっていく中でどうなるかを見ることができ、目が片方取れたり知力が減って行く過程がわかる。
東京ゲームショウ2011では、ゲーム本編を補完する殺害される前のレイチェルを主人公としたショートムービーが公開された。
アンベールドエディションではレイドモードでプレイヤーキャラクターとして使用可能で、セリフからかなり陽気なキャラクターとなっている。また、有料DLCを購入することでウーズと化したレイチェルも使用可能。
モルガン・ランズディール（Morgan Lansdale）
声 - 銀河万丈
FBCの創設者にして、現長官。威厳ある風貌の銀髪の老人。その冷徹な風貌から「シルバーフォックス」という仇名が付いている。
テラグリジア・パニックの際、事態の収拾がつかなくなったテラグリジアを太陽光発電システム「レギア・ソリス」の兵器転用で消滅させ、事態を収束させた。そうした手段を選ばない強行的な態度は、世論で非難の的にもなっている。
事ある毎に、「汝、一切の望みを捨てよ」という言葉を使う。
実はテラグリジア・パニックの真の首謀者であり、今作の事件の黒幕。FBCの権力拡大のため、ノーマンと結託し、秘密裏に開発したT-Abyssをヴェルトロに提供してテラグリジアでバイオテロを実行させ、自身はFBCの長官としてそのバイオテロの鎮圧にあたった。その後、レギア・ソリスの兵器転用でテラグリジア・パニックを収息させると、証拠隠滅と自身の罪の隠ぺいのためにノーマンを裏切り、ヴェルトロのメンバーたちを彼らの拠点であったクイーン・ディードもろとも海に沈めた。その後、内通者としてジェシカをBSAAに送り込み、今回の事件ではジェシカを通してBSAAの動きを把握していた。そして、テラグリジア・パニックの真相に近づくジルたちを容赦なく始末しようとした。
終盤でBSAA本部を制圧しオブライエンを拘束するが、ジルたちが入手したモルガンとノーマンと取引時の映像によって自らの犯罪が露見し、オブライエンにFBC長官を解任されると同時に逮捕された。

### ヴェルトロ
ジャック・ノーマン（Jack Norman）
声 - 池田秀一
テロ組織「ヴェルトロ」の指導者。スキンヘッドが特徴の初老の男性。2004年にB.O.W.（生体生物兵器）を用いたバイオテロ“テラグリジア・パニック”を引き起こす。
テラグリジア・パニック後の、FBCによる極秘の掃討作戦の末、他のヴェルトロメンバーと共に彼の死亡も確認したとされているが、突如BSAAに向けて配信された犯行予告の動画内で謎の復活を果たしている。
後に仲間の船員や自分にもt-Abyssを打ち込み、怪物化して生きていたことが判明。モルガンと結託してテラグリジア・パニックを起こしたが、その後に彼に裏切られ拠点の船ごと海に沈められたため、モルガンを恨んでいる。
モルガンと会って取引した時の様子を撮影した映像を持っており、これがモルガンの悪事を暴く重要な証拠となる。
終盤でクイーン・ディードの船首室にやってきたジルたちをモルガンと誤認し、怪物化して襲いかかるも倒され、安堵しながらヴェルトロの旗に手を伸ばしながら息絶えた。

### レイドモードへの出演
ハンク（HUNK）
声 - てらそままさき
アンベールドエディションにて追加されたレイドモード限定の隠しキャラクター。アンブレラの保安警察「U.S.S.」の隊員にして、どんな危険な戦場からも必ず生き残る、通称「死神」。本社倒産後の消息は不明。
クリスやレイチェルは直接彼との面識はないものの、その存在は認知されていた模様。
レディハンク（LADY HUNK）
声 - 世戸さおり
有料DLCにてハンクの追加コスチュームとして配信。名前のように女性版のハンクというわけではなく、ハンクの格好をした少女。
言葉遣いも本人に似つかず幼さがある一方、全キャラクター中最もマグナム銃の扱いに長けるという、パワフルな一面を併せ持つ。体術もハンクの刺突に対し、彼女は蹴り上げという違いもある。
元々は開発スタッフが現場のホワイトボードに飾っていたイラストであり、出演が決定した際に「レディハンク」という呼び名を与えられた。

## 登場クリーチャー
ウーズ（ooze）
t-Abyssに感染した人間が変貌した成れの果ての姿。名前のoozeは「滴る」を意味する。過去のシリーズにおけるゾンビの立ち位置で、作中でも生ける屍と表現される、所謂「軟体系ゾンビ」。
ウィルスに感染すると、ウィルスの影響で過剰なまでに水分を欲するようになり、細胞全体で水分の過剰な摂取が行われるためその身体は半ば溶け崩れつつあり、水死体のように白くふやけ、視覚はあるものの眼球が存在しない頭部、トゲ付き鉄球のように変質した手などの異質な外観を持つ。
自我や知能は失われ、極端な変貌の影響から水分と養分を欲し、異常に発達した舌を使って獲物から吸血を行い補給しようとする。動きは鈍くゆっくりと前進し、殴りかかったり、掴みかかって吸血を行う攻撃行動を繰り返す。手足の関節は緩いものの任意で脱着可能だが、外的な要因で外された場合はその限りではなく、戻すには時間が掛かってしまう。痛覚を失ったために耐久性は高くなり、身体の柔軟性の高さを活かすことでベッドの下やダクトなどから神出鬼没に出現し、執拗に獲物を追い詰めていく。これは、ウィルスによる変異の影響で骨組織が柔軟に変化したためであり、これによって溶け出した骨成分が外皮に流れ込んだことによって硬化し、上記のトゲ付きの鉄球のような手足へと変化した。その性質上、ドアを開けることはできない。
船員が遺した日記には、骨は変異によって非常に脆くなっており、両腕を撃ち抜けば容易に体勢を崩すという弱点になっていることが記されている。
なお、通常のt-ウィルスで生まれたB.O.W.はクリーチャーとして造り替えられる過程で基となった生物の意識は奪われるが、劇中で発見できるレイチェルの手記やウーズ化した犠牲者が残した遺留品や現場の状況から、人間としての自我を奪われるより先に、身体がクリーチャーと化してしまうことが確認できる。
ピンサー（pincer）
ウーズの上位変異種。名前のpincerは「鋏」を意味する。名前の通り、両腕がトゲトゲしており、合わせると鋏のように見える、ウーズの強化版。
ウーズ系統の中では最も高い耐久性を誇り、肥大・長大化した上に大量の刺を生やした両腕を持つため攻撃力も非常に高い。動きもやや速くなっている。
基本型の攻撃手段に加えて、足を狙って転倒させてきたり、攻撃範囲が広いため横をすり抜けにくくなっていたりする。
チャンク（chunk）
ウーズの上位変異種。
名前のchunkは「大きい塊」の意味を持つ。尋常でないほどに肥大化した特徴的な上半身を持つが耐久力は低く、その代わりにある程度攻撃されるか、近づいて自爆してくる厄介なクリーチャー。その性質故に吸血はできず、耐久性は非常に低く脆い。
爆風は敵味方関係なく巻き込む上に威力もあり、爆風の範囲が広いため、大ダメージを受ける上最悪瀕死になるが、足を数回撃って転ばせるか、B.O.W.デコイを足元に投げるとその場で勝手に爆発するため、乱戦中に爆破させれば敵を一網打尽にできる。
回避方法として、爆発する瞬間に扉を開けてエリア移動する方法がある。
トライコーン（tri cone）
その名の通り、三本の角を生やした三角帽子のような頭部を持つウーズの上位変異種。
他の種と違い、縦に裂けた顔面に単眼を持ち、チャンク型と同じく吸血行動は行わない。
ピンサー型と同じくウーズ系統の中では足が速く、特異に変質した右手からボウガンよろしく骨を射出して攻撃する遠距離型。近寄れば直接その右手で殴りかかってくる上、転倒されても素早く匍匐前進で近寄り攻撃を仕掛けるなど、遠近両方で戦闘能力は非常に高いが、基本的には遠距離型だからか体力は高くない。その一方で右手の成長の影響か左手はほとんど退化しており、耐久性はやや低めとなっている。
トライコーンが撃つ骨をナイフで撃ち落とすと、トロフィー「心眼」が手に入る。
グロブスター（Grobster）
t-Abyss感染者が多量の水分を吸収し過ぎた結果、巨大なピンク色のナマコと肉塊を足して割ったような姿に変異したもの。
名前は本来“グロブスター”の呼称はグロテスク・ブロブ・モンスター（Grotesque Blob Monster）の略語であり、「海岸に漂着した、未確認生物の死体や謎の肉塊」の意味を持つ。
肉塊のような体の底部には巨大な口があり、口に並ぶ歯は人間に似ている。耐久性はウーズより高い。
手足がないため、陸上ではゆっくりと這って移動する。しかし、水中では陸上の姿からは想像がつかないほどすばやく泳ぎ回ることができ、その上に攻撃がすべて即死攻撃と化す。
シークリーパー（sea creeper）
t-Abyss感染者のうち、XX染色体の持ち主である女性のみに発現する突然変異種。
名前のseaは「海」、creeperは「忍び寄る」を意味するcreepに「〜する人」「〜する道具、機械」「〜するもの」の「er」名詞を足したもので「海中で忍び寄るもの」意味がある。
外観は白色のカブトエビとグソクムシを足したような姿に変貌し、水中での行動に特化している。
水中で音を立てずに忍び寄り、六本の腕を開いて獲物を捕獲する様子はまるで子を抱く母親を彷彿とさせるが、シークリーパーはそのまま喰らい尽くしてしまう。水中特化種であるがゆえに、地上に上がって来ることはできない。水中にいる間は姿が見えないが、ジェネシスを使うと位置が確認できる。
スキャグデッド（scag dead）
t-Abyssに対して一定の耐性を持つ人間からの突然変異種。名前は薬物中毒者を意味する「scag」に死んだを意味する「dead」の混成語。通信兵長のうつろに言葉を紡ぎ続けるその姿から連想された名前となっている。
ウーズの突然変異的な位置付けでもあり、頭部重複の結合双生児のように人型と巨大な口のある二つの頭部を持つが、片方は人型の頭部だとわかる程度で顔は崩れてしまっている。
一般的なウーズをさらに肥大化させた姿である。その巨体は分厚い脂肪で覆われているため、耐久性は非常に高く、多少の衝撃や銃弾による攻撃など意にも介さず突進してくる。宿主である本来の人間の頭部の横には、新たに巨大な口を持つ頭部が発生し、サメのように永久的に生え替わる牙を飛び道具として飛ばして攻撃する他、それが地面に落ちた場合はトラバサミ状のトラップとして機能する。また、右腕は巨大なバズソーのように変異し電動ノコギリのような音を発しており、鋭い切れ味を誇っている。右腕の攻撃は即死攻撃である。
通信兵長が変異したスキャグデッド
作中で初めて遭遇するスキャグデッド。鎖に鍵をかけた部屋の中におり、クリーチャー化するまで無線で救難信号を送っていたためか遭遇時には「メーデー」「メーデーメーデー、こちらクイーン・ゼノビア、救難信号」などを無意味に繰り返し叫び続けている。
クイーン・ゼノビアの通信兵長が多少のウイルス耐性を持っていたことで変異したスキャグデッド。また、スキャグデッド唯一の特殊個体であり、完全に変異したものより耐久力が高い。
片方の人の顔の部分は人だった頃の面影が残っており、人間側の口から虚ろながら言葉を発するものの、彼の自我は失われているため会話などは不可能。発する言葉は「やめろぉ、俺は人間だァ」「俺は生きてる」「なんで逃げる」「抱きしめて」などの内容だが既に意味をなさず、挙句の果てにはウィルスの影響により「あの肉（プレイヤー）美味しそうぅう」などの狂気的な言葉と共に笑い声も発してくる。また、戦いのさなかでも時折「メーデー」と叫んでいる他、倒される時さえ「メェェェイデェェェイ」と言いながら死亡する。
彼の遺した日記によれば急激な発熱とそれに伴う水分の消耗から変異が始まり、ウイルスが侵入した部位から身体が肥大を始める。変異が進み半身からクリーチャーの身体が現れ始めた頃には五感に異常が起き、肩から飛び出たもう一つの頭を「生き残りの話し相手」と認識してしまうなどと変異に気づけなくなる。やがて文字も書けなくなり『1』の“飼育係の日誌”を彷彿とさせる内容となっている。また、レイチェルおよび彼の日記を見ることで、t-abyssに感染すると、知力や自我が無くなるより先に肉体の変異が起きることを知ることができる。
なお、他のスキャグデッドの頭部は人間の頭部はあれど顔面が崩れている状態で完全に宿主の面影すら失われているため、そもそも発声自体が不可能となっている。また、他のスキャグデッドは一般人か一般兵であるらしいことが公式で発言されている。
感染レイチェル / レイチェルウーズ
ウーズに殺害されt-Abyssに感染し、ウーズと化してしまったレイチェルの成れの果て。
行動はウーズの基本型とほぼ共通するが、素早く移動する上、攻撃力・耐久力共に非常に高い。
自我が少し残っているようでスキャグデッド同様にうわ言のような言葉として撃たれると「痛いよぉ…」と言ったり、「許さないぃぃ」と言ったり、笑ったり、ジルを見つけると「見ぃつけたぁ」、「遊んでぇ！」と口に出したりするが、「わたしのごちそぉぉう！」などとスキャグデッド同様狂気的な言葉も発する。
生命力も高いのか一度倒されただけでは活動を止めず、自身を攻撃したジルたちに遺恨を漏らしながら船内を彷徨う。なお、彼女の残した日記の内容では腕の変貌と共に眼球の一方が失われていることが確認され、吸血のため発達した舌は口ではなく鼻の辺りから頭部を割って出現する。言動から痛覚が残っていることを示唆しているなど、まだ完全なウーズと化す変異の最中もしくは通信兵長のように耐性があった故の変異のどちらかである模様。
前述の日記はジルが彼女の死亡を確認した後に書かれているため、少なくともウーズと化した当初は意識や自我があった模様。
アンベールドエディションでは有料DLCを購入することでレイドモードでプレイヤーキャラクターとして使用可能。手の形状からとても銃を構えられるとは思えないが、普通に扱え、他のウーズにも非感染の人間と同様に襲われ、吸血される。体術は発達した舌を利用した殴り掛かり、近接攻撃は右腕の鋭く尖った爪を生かした引っ掻きとなっており、これが他のプレイヤーキャラクターが各自所持するナイフや斧などの近接武器に相当するものとなっている。
アビス完全体 / ノーマン
ジャック・ノーマンが自身にt-Abyssを長期間投与し続けた結果、ウーズやスキャグデッドなどとは全く異なる変貌を遂げたクリーチャー。本作品における最終ボス。
変異の影響で理性こそは失われていたが、とある人物に対する憎悪から辛うじて自我を保った状態であった。
極めて強靭な肉体を持ち、耐久力が高い。倒すとやっと死ねるという安堵のような言葉とともにヴェルトロの紋章入りの旗に手を伸ばしながら息絶える。
最大の特徴は、割れた顔面から露出した巨大な眼球で、それを発光させて相手に幻覚を見せるという特殊能力を持つ。それを駆使した瞬間移動(に見せかけた目くらまし)、分身との連携攻撃、巨大な腕による攻撃など、多彩な戦法を用いて襲いかかってくる。しかし、あくまでも幻覚であるため、本体以外の攻撃はすり抜けて攻撃にならない。また、遠距離攻撃を行う手段を持っていないため、行動は殴る、タックルなどの単純な体術のみである。しかし最も多用する腕の叩きつけは、ノーマンから距離を取ったとしても、衝撃の余波だけでプレイヤーを転倒させてしまうため、完全に回避することが困難。腕を振り上げた際に、急所に攻撃を当て続けることで怯ませ、攻撃自体を止めさせるのが最も効果的である。
過去のシリーズに登場したB.O.W.のタイラントと同様、胸に心臓が露出しているが、最大の弱点は背中にある巨大な腫瘍となっている。
ゴーストノーマン
後述のアンベールドエディションにて追加されたクリーチャー。レイドモードの特殊条件下でのみ登場する。
全身が血のように赤黒く染まったアビス完全体。ノーマンと別個体なのか、更に変異した姿なのか全てが明らかになっていない。
通常ノーマンと違い幻覚による撹乱はしないが、それを補って余りあるほどの戦闘能力を有している。

### B.O.W.
ギオッゾ（Ghiozzo）
t-Abyssに感染し、鮫とピラニアを合わせたような姿に変異した魚類の総称。名前はイタリア語で「ハゼ」を意味する。
凶暴で鋭い牙と強靭な皮膚を持ち、胸びれがカエルアンコウのような形になっている。シークリーパーとは異なり、水中のみならず陸上でも活動することが可能で、場面を問わず飛び跳ねながら執拗に標的を追い続ける。
その姿形や特性は、かつてジ・アビスを宿していた深海魚の特徴と類似しているらしい。作中ではアロワナが瞬時にギオッゾに変異させられた。
アクレオッゾ（Aculeozzo）
金色のハリセンボンのような外観を持つ、ギオッゾの一種。aculeoはイタリア語で「針」を意味し、直訳で「針のあるハゼ」という見た目からつけられた名前。
通常のギオッゾとは異なり牙を持たず、棘はあるが攻撃力は低く、代わりに耐久性が非常に高くなっている。
レイドモードにのみ登場し、倒せば必ず武器を入手できる宝箱的な存在である。
フェンリル（Fenrir）
オオカミにt-Abyssを投与した、山間部での運用向けのB.O.W.。北欧神話に登場する狼の姿をした巨大な怪物「フェンリル」が名前の由来。
ハンターと同じく複数体による狩りを行い、じわじわと獲物を追い詰めていく。胴体には大穴が空いており、肋骨などが露出している。体色や体格の異なる複数の種類が確認されている。
ドーベルマン犬種にt-ウィルスを投与したケルベロスと比べて制御性には劣るが、逆に野性は突出している。そのため、指定地域へ投入した上で本能的に襲わせる運用方法が基本となっている。
ハンター（ハンターα）
t-ウィルスによって生み出されたB.O.W.の代表的な存在。
簡単な命令による制御が可能な上に、身体能力の高さや複数体の連携による高度な戦闘能力をも併せ持っている。ヴェルトロによって運用され、テラグリジアに大量投入された。
鋭い爪による攻撃の他、天に向かって咆哮を上げた後に即死攻撃となる首狩りを繰り出す。
ファルファレルロ（Farfarello）
ハンターにt-Abyssを投与したことで生まれた、ハンターの改良型。名前はダンテの神曲にでるマレブランケという12体の悪魔集団の一体で「軽快なおばけ」を意味する。
ウイルスの影響で、光学迷彩により自らの体を透明化する能力を持つ。ただ、元々高かった基本的な身体能力・戦闘能力がさらに向上した一方で、複数のウイルスを宿している影響で凶暴性が増し、制御が困難という欠点がある。その制御の難しさは、資料に「輸送中は1時間毎に麻酔を投与して昏睡状態を維持する必要がある」と書かれているほど。
体が透明化すると肉眼では全く視認できないが、ジェネシスを使用すると位置を把握できる他、声の方向・空間の歪み・足元の雪や埃の舞いを注視すれば位置を把握することができる。
ドラギナッツォ（Draghignazzo）
クイーン・ゼノビアの展望台に突如現れる巨大なB.O.W.。名前はダンテの神曲にでるマレブランケという12体の悪魔集団の一体で「残忍な竜」を意味する。
巨体と二つに分かれた頭部やそれぞれにある巨大な単眼と口という醜悪な外見を持つが、その実態は複数の甲殻類系（フジツボなど）クリーチャーが一体化し、統一された意志の元に活動している群体型のクリーチャーである。ベースはフジツボである。
主に突進による攻撃を行うほか、巨大な腕を地面に叩きつけて地響きを発生させ、プレイヤーを転倒させる。叩きつけ攻撃はまともに喰らうと即死する。背中には極めて強靭な甲羅を持ち、ほとんどの攻撃を寄せ付けない。
ベビードラギナッツォ
その名の通り、ドラギナッツォの幼体。アクレオッゾと同様にレイドモード限定で登場する。
成体と比べて小柄で耐久力は劣るものの、特徴的な甲羅による防御手段や攻撃手段は既に確立されている。小柄なために攻撃が当てにくい。
スカルミリオーネ（Scarmiglione）
サメの遺伝子をベースとしたB.O.W.。名前はダンテの神曲にでるマレブランケという12体の悪魔集団の一体で意味は「乱雑な汚い髪をした者」「汚い乱れ髪」。
右腕は鋭利な槍のように、左腕はあらゆる攻撃を防ぐ盾に変異している。動きは遅いが攻撃力と耐久性共に高い上、上半身と下半身のどちらかを破壊されても活動可能なほどの異常な生命力を誇る。上半身が残った場合は這いずりつつ右腕による攻撃を行い、下半身が残った場合は神経組織が変異した電撃を発する触手による攻撃を行う。上半身と下半身に均等にダメージを与えると、半身状態にさせずに倒せる。
マラコーダ（Malacoda）
t-Abyssによるハダムシ（魚の寄生虫）の突然変異種。実験における偶然の産物であったが、後にB.O.W.として品種改良された。名前はダンテの神曲にでるマレブランケという12体の悪魔集団の一体で統率者でもあり、意味はイタリア語で「禍いの尾」「邪悪の尾」。
他の生物に寄生し、その宿主の大きさに準じて成長する性質を持つ。ゲーム内ではクジラを宿主とした巨大な個体が登場。宿主の中で増殖を繰り返すことで、宿主の内部に無数に存在するようになるため、その全てを何らかの方法で絶滅させない限り、活動を止めることはできない。

### 不明
ウォールブリスター（wall blister）
後述のアンベールドエディションにて追加された新クリーチャー。名前の由来は壁を意味する「wall」と水ぶくれの意味を持つ「blister」をつなげたもの。
飛び出た目玉に異様に長い腕を持った醜悪な姿の怪物。ウィルスに汚染されたゼノビア船内に突如現れた、水膨れのような物体から誕生する。
体力は低いが、逃げきれずに腕に掴まれると、その腕力で胴体を捻られて即死してしまう。倒すと四肢が消え、胴体のみが残り派手に爆散するが敵味方かかわらずダメージはない。
ウーズの変異体なのか実験で生まれたB.O.W.なのかすらも分からない謎多き怪物で、交戦した船員の遺書には「再生の卵」と称されていた。

## 登場用語
t-Abyss（アビス）ウィルス
アンブレラが開発したウィルス兵器“t-ウィルス”に、深海調査で深海魚から発見された新種の魚類病原ウイルス“ジ・アビス（The Abyss）”の遺伝子を混合することで生み出された、新型のウィルス兵器。
1000人に1人の確率でt-abyssウイルスに耐性のあるものがいるものの、進行を遅らせるだけで関係なく感染していまう感染力の非常に高いウイルス（レイチェルのウーズ化速度からも感染力の強さがわかる）。また、身体への直接投与や経口摂取などを長期間行うと、ウーズやレイチェルとは全く異なった変異を引き起こす。
海洋生物をベースとしたB.O.W.製造や、ウィルス散布による海洋汚染など、従来のウィルスでは不向きだった運用方法が可能となったことから、海洋性ウィルスという新たなジャンルに位置付けられている。
感染者の細胞膜と融合すると、変異のため過剰に水分を吸収させた後に浸透圧で異常に膨れ上がらせ、やがて周囲の細胞膜と溶けるように融合を続ける。このプロセスを全身で繰り返すことで感染者をウーズやグロブスターへと変貌させてゆく。
水を介して感染を広げる性質を持ち、感染率はt-ウィルスより高く、ジャック・ノーマン曰く「我々が持つ量だけで世界の海五分の一を汚染する」威力を持つとされているが、実際にはその後も海洋生物やバクテリアを通じてウィルスは増殖し続けるため、最終的には全ての海域が汚染されかねないほどの危険性を孕んでいる。
なお、当初のt-ウィルスとジ・アビスを直接組み合わせた試作型は効力が強過ぎて、被験体の身体組織が急激な変異に耐えられず液状に崩壊してしまうほどであったが、これを敢えて抑え込ませ、定着を図ることでウィルスは安定化し「t-Abyss」の基本形が完成したという。
作中でジルは素手でウイルスによって変貌した肉塊やB.O.W.を触っても感染しなかったが、ワクチンを投与する前にウイルスに汚染された水に浸かると窒息死する場面がある。
BSAA（Bioterrorism Security Assessment Alliance）
アンブレラの不祥事によって非難を浴びた製薬業界が、世論緩和のために設立した対バイオテロ組織。世界各国のバイオテロ事件捜査にオブザーバーとして参加し、テラグリジアでもFBCをサポートしていた。ジルやクリスは創設時からのメンバーで、組織内では「オリジナル・イレブン」と呼ばれている。
この当時ではまだNGOレベルの私設部隊・団体であり、国連管轄の公的機関に格上げされた後（『5』の時代）と比べてその活動には様々な制約がある。
FBC（Federal Bioterrorism Commission）
BSAAと類似の理由 から、ラクーンシティ壊滅後にアメリカ合衆国によって設立された対バイオテロ部隊。テラグリジアでのバイオテロ対策の全権を握っていた。
ヴェルトロ（Veltro）
元は愛国者の活動団体だったものが徐々に過激化し、少数精鋭のテログループとなった。テラグリジア開発に反対を唱え、バイオテロの標的とした。
テラグリジア（Terra Grigia）
地中海に築かれた人工の海上都市。太陽光発電を主体とした電力供給など先進的な面をアピールしていたが、2004年に大規模なバイオテロ“テラグリジア・パニック”に見舞われ、最後は都市の太陽光発電システムを転用した滅菌作戦が実行され崩壊。2005年現在は高層ビルの残骸が跡地周辺に残っている。

### クイーン・ゼノビア（Queen Zenobia）
本作の舞台の一つである全長335.8m・総トン数148,000トン・乗客乗員2847名の大型豪華客船。船名は、ローマ帝国と戦い敗れた古代パルミラの女王に由来する。
客船黄金時代の1978年に建造され、船内はかつての大航海時代や1930年代を思わせるクラシックな造りをしている。遠洋航海航路の低迷により一旦は廃船となる予定だったが、1980年代後半に姉妹船共々パラグアス・ライン社が買い取り、機関換装やキャビンの増設といった大幅改装が行われ最新鋭設備を有するクルーズ客船に転身、幾度も世界一周航海や南米一周航海を行い、1995年前後からは地中海を拠点としアフリカ周遊航路に就航していたが、2003年にパラグアス・ライン社が倒産したことに伴い廃船が決定したが、2005年に突如ゴーストシップとして現れることとなる。
船内の内装デザインは『1』の舞台である洋館の設計者ジョージ・トレヴァーの残したノートを参考に設計されている。

#### 船内施設
ホール
総面積1500㎡を誇る3階吹き抜け構造のメインホール。豪奢な内装と展示品、床の大理石造りの寄木細工、象嵌の天井、大時計、パイプオルガン、シャンデリアがあり、パーカーには「ちょっとしたオペラハウスみたいだぜ」と言われている。ここから船内各所に繋がる廊下があり、そのどれにも絵画や展示品が置かれている他、パイプオルガンは自動演奏で「Hall」という曲を奏でている。敵は一切登場することが無く、本作に置けるセーフルームとなっている。
船員居住区
最初に訪れることになる船員用のエリア。業務用らしき大きな厨房、船員用の荒れた食堂やランドリー・シャワールーム・寝室は勿論、診察室まで存在している。客室と違い一般的な船室らしい内装となっている。断線しているためか各部屋はほとんど照明が点いておらず薄暗い。吹き抜けの階段は破損して下層に降りられなくなっている他、エレベーターは序盤は乗ることができない。
客室
上階と下階に別れている乗客用のエリア。序盤のイベント後に探索することになる。ジョージ・トレヴァーの設計らしく部屋や廊下の内装は1を彷彿とさせるクラシカルな洋館風となっている。古びたトイレの他、破壊された展示室・図書室らしき部屋が存在している。そのまま進むと食堂に繋がり、設置されているエレベーターは本船の船橋エリアへと繋がっている。
ソラリウム
ホール三階から行けるプール施設。名称はギリシア住宅などの上階に設けられている開放的な日光浴室〈solarium〉に由来する。プール全体が巨大で奇妙なフジツボに汚染されており、水中を進むすることもままならない。浄化装置を起動した後シナリオを進め再度訪れると探索することが可能となる。
カジノ
ホール一階・時計台の真下から入れるスロットマシンやポーカー台などが置かれたカジノエリア。端に階段があり仕掛けによって入れるVIPルームに繋がる。船底区画に繋がっている重要な場所であり、中盤のシナリオ上では突破する必要が有る。
食堂
案内には「CAFETERIA」と書かれている乗客用の高級食堂。客室とホール二階の間に位置している。女性の肖像画の下にはVIP用らしき個室の部屋も存在している。バイオハザード直前まで利用されていたのか、汚れた食器やローストターキーなどが各テーブルに置いたままになっている。
プロムナード
ホール一階の大階段の対面に位置する、レストランやバーなどが並んでいるエリア。名称は仏語で遊歩道を意味する〈Promenade〉が由来。シャッターとバリケードで道が封鎖されており開いている店舗は無い。ホール反対側のエレベーターは船橋の下層および船首甲板エリアへと繋がっている。
展望台
シナリオ中盤で訪れる、ホールのエレベーターから直通している展望台。夜間の探索のため周囲には何も見えない。乗客に軽食やドリンクを提供するための屋台が残っている。
研究施設
クイーン・ゼノビアの奥底に存在する研究施設。ここで「T-Abyss」の研究が行われており、大型水槽などが置かれている。ウイルスの研究のため実験設備は汚染されている。なお、「パラグアス」は傘という意味であり、アンブレラ社との関係が示唆されている。

### クイーン・セミラミス（Queen Semiramis）
クイーン・ゼノビアの姉妹船。物語中盤に登場し、クリスたちがクイーン・ゼノビアと間違えて乗り込む。クイーン・ゼノビアと同一設計で、施設・設備・内装もゼノビアと全く同じであり、ゼノビアにおける研究施設捜索の要となる。船名は伝説上の古代アッシリアの女王に由来する。クイーン・ゼノビアと同じくゴーストシップ状態であり、船内ではT-Abyssによるバイオハザードが発生している。

### クイーン・ディード（Queen Dido）
クイーン・ゼノビアのもう一つの姉妹船。物語の終盤に訪れる。テラグリジア・パニックの際に沈没しており、僅かな場所が残っているのみである。セミラミスと同じくゼノビアの姉妹船の筈だが、ゼノビアでは見かけなかったような構造となっている。船名は伝説上の古代カルタゴの女王に由来する。

## バイオハザード リベレーションズ アンベールド エディション
2013年5月23日にPlayStation 3 / Xbox 360 / Wii U / Windows版が、2017年8月31日にPlayStation 4 / Xbox One版が、同年11月30日にNintendo Switch版が発売。
HD向けにモデリングの修正やテクスチャの貼り替えが施されている他、キャンペーンモードに新難易度「INFERNAL」やスキャナー装備「ジェネシス」の装備時デザイン向上、レイドモードにレイチェル、ハンクといったキャラクターの追加などの新要素がある。Wii U版は「バイオハザードシリーズ」唯一のWii U用パッケージソフトである。
イメージソングとしてDragon Ashの「Trigger」が使用された。

### 主な変更点
新難易度「INFERNAL」追加
この難易度では敵、アイテム、武器ボックスの配置がNORMAL以下とは異なっていることに加え、敵能力が上昇し序盤の初めてウーズに襲われるイベントシーンよりも前にすでに敵が配置されているなど、難易度はかなり上昇している。また、3DS版に存在した難易度「HELL」は「INFERNAL」と置き換わる形で消滅した。
新クリーチャーの追加
3DS版には登場しなかった新たなクリーチャーが追加されている。
ミッションから、実績およびトロフィーへの変更
3DS版に存在したミッションは消滅し、実績およびトロフィーがその役目を担っている。ミッション達成で入手できたカスタムパーツや武器などもトロフィーおよび実績を取得することや、特定条件を満たすことで入手できるようになっている。
レイドモードにおける新キャラクターの追加
レイドモードに新キャラクター「レイチェル」と「ハンク」が追加され、既存キャラクター数人にコスチュームが追加された。
レイドモードの武器の能力補正タグの追加
レイドモードに登場する武器に能力補正を発揮するタグが付くようになった。タグが付いた武器は武器名の後ろにタグ名が追加される（ウィンダム"スピードショット"など）。タグは難易度ABYSSを全てクリアするとショップで売られるようになるが、ショップでは購入できないレアなタグも存在し、レアタグが付いた武器は武器名自体が変化する。能力補正はメリットとデメリットの両方が付く。
『RE.NET』への対応
バイオハザードシリーズのゲームと連動したwebサイト「RE.NET」に対応した。特別コードによるアイテム入手、フレンドからの救援物資という形で弾薬を入手できる。
ダウンロードコンテンツへの対応
レイドモード用のキャラクターや、キャンペーンとレイドモード両方で使用可能なウェポンパックなどが購入できる。新装備ハンドガン限定モデルが追加。後発のPS4 / Xbox One /Switch版はダウンロードコンテンツを全て収録した状態での発売。
各媒体における操作方法の変更
Wii U版はWii U GamePadのタッチスクリーンでの武器・アイテムの切替およびマップ表示に対応した画面タイプA、TV画面のみに情報を表示しWii U GamePad（タッチスクリーン非表示）とWii U PROコントローラーに対応した画面タイプB、TV画面とWii U GamePadのタッチスクリーンに同じ画面を表示し、Wii U GamePadのみでのプレイも可能な画面タイプCという3つのスタイルを選択可能。
Switch版はJoy-Con2本を用いた直感的な操作に対応。

## 関連商品

### 書籍
- バイオハザード リベレーションズ 公式ガイドブック
- バイオハザードリベレーションズナビゲーション&アート
- バイオハザード リベレーションズ アンベールド エディション 公式ガイドブック
- バイオハザード リベレーションズ アンベールド エディション オフィシャルコンプリートワークス

### エアソフトガン
- サムライエッジA1 ジル・バレンタイン モデル